# Philipp Julius Lieberkühn
Philipp Julius Lieberkühn (* August 1754 in Wusterhausen/Dosse; † 1. April 1788 in Breslau) war ein deutscher Pädagoge und Schriftsteller.

## Leben
Lieberkühn absolvierte seine Schulzeit in Neu-Ruppin. Mit 17 Jahren begann er 1771 an der Universität Halle Philologie, Französisch und Englisch zu studieren. Daneben nahm er außerdem noch private Musikstunden.
Im Sommer 1776 kehrte Lieberkühn nach Neu-Ruppin zurück und bekam eine Anstellung als Hauslehrer bei der Familie von Justizrat Nöldechen. Als im darauffolgenden Jahr die dortige Lateinschule umstrukturiert wurde, betraute man Lieberkühn – zusammen mit Johann Stuve – mit der Leitung.
In dieser Zeit hatte Lieberkühn bereits Rufe nach Halberstadt und Halle (Saale) abgelehnt. Während dieser Zeit hatte die Wissenschaftliche Akademie von Padua einen Preis für die Beantwortung der Frage „Welches sind die besten Mittel, in den Herzen der jungen Leute, die zu hohen Würden oder zum Besitze großer Reichtümer bestimmt sind, Menschenliebe zu erwerben und zu erhalten?“ ausgesetzt. Lieberkühn beteiligte sich und seine Abhandlung wurde mit einem Preis ausgezeichnet.
Als Anfang 1784 der Rektor des St. Elisabet-Gymnasiums in Breslau, Johann Caspar Arletius, starb, nahm Lieberkühn das Angebot an, dessen Nachfolger zu werden. Mit Wirkung vom 1. Juli 1784 trat er seinen Dienst an, doch litt er bereits an einem hartnäckigen Brustleiden.
Im Alter von beinahe 34 Jahren starb Lieberkühn am 1. April 1788 in Breslau und fand auf einem dortigen Friedhof seine letzte Ruhestätte.

## Rezeption
Neben seinen Büchern veröffentlichte Lieberkühn regelmäßig Artikel in Zeitschriften wie der Allgemeine Litteraturzeitung oder den Schlesischen Provinzialblättern (meist im Feuilleton). Als sein Bekannter Johann Heinrich Campe Daniel Defoes Roman „Robinson Crusoe“ aus dem Englischen übersetzte, nahm dies Lieberkühn zum Anlass, eine schülergerechte Ausgabe in lateinischer Sprache zu verfassen.

## Werke
als Autor
- Versuch über die anschauende Erkenntniß, als ein Beitrag zur Theorie des Unterrichts. Züllichau 1783.
- Friedrich Gedike (Hrsg.): Kleine Schriften. Frommann, Züllichau 1791.

als Übersetzer
- Johann Heinrich Campe: Robinson der Jüngere (vom Dt. ins Latein. übers.)